# プラスミド

染色体DNAとプラスミドを示す細菌のイラスト（大きさの比率は実際と異なる）

プラスミド（英: plasmid）は、染色体のDNAから物理的に分離している、独立して複製することができる細胞内の小さな染色体外DNA分子である。一般的には、小さな環状の二本鎖DNA分子として、細菌や古細菌の細胞質内で広く見られる。ただし、プラスミドは酵母などの真核生物にも存在する場合がある。自然界では、プラスミドはしばしば生物の生存に利益をもたらし、抗生物質耐性などの選択的な利点を与える遺伝子を保持している。一般的に、染色体は大きく、通常の条件下で生活するために必要なすべての遺伝情報が含まれているのに対して、プラスミドは非常に小さく、特定の状況や条件で役立つ可能性のある追加の遺伝子が含まれていることが多い。例えば、細菌の接合を起こすもの(Fプラスミドなど)や、抗生物質に対する耐性を宿主にもたらすものなどがある。
人工的に作られた人工プラスミドは、分子クローニングのベクターとして広く生命科学や遺伝子工学の分野で利用されており、宿主生物内で遺伝子組み換えをおこなったり組換えDNA配列の複製を促進する際に利用される。合成プラスミドの入手は容易であり、インターネット経由でも購入可能である。古典的な大腸菌を用いた遺伝子クローニングの手法では、まずプラスミドを細胞から抽出し、次いで制限酵素で切断し、切断部位に増幅しようとするDNA断片(プラスミドと同じ制限酵素で切り出したもの)をDNAリガーゼで結合させる。この組み換えプラスミドを大腸菌に導入し、大腸菌を大量培養することで、組み換えDNAを増幅することができる。一例として、土壌菌の一種であるアグロバクテリウムがもつTiプラスミドは、植物の遺伝子導入において頻繁に利用される。

プラスミドは適切な宿主内で自律的に複製できるDNAの単位であるレプリコンと見なされる。ただし、ウイルスゲノムのようなプラスミドは、一般的に生命として分類されていない。プラスミドは、主に接合を介した形質転換というプロセスにより、ある細胞から別の細胞へと移動しうる。この遺伝物質の宿主から宿主への伝播は、遺伝子水平伝播のメカニズムの1つであり、そのためプラスミドはモバイロームの一種であると言える。キャプシドと呼ばれる保護タンパク質コートに遺伝物質を包むウイルスとは異なり、プラスミドは裸のDNAであり、新しい宿主に移すために遺伝物質を包むのに必要な遺伝子をコードしていない。ただし、一部のクラスのプラスミドは、自身の転移に必要な共役性線毛をコードしている。プラスミドのサイズは1-200kbp以上までとさまざまであり、細胞内のプラスミドのコピー数も1から状況によっては数千程度まで増加する。複製機構が類似しているプラスミド同士は同一宿主菌内では共存できない特性がある（不和合性, incompatibility）。

原核細胞の構造。en:Capsule:莢膜、:en:Cell wall:細胞壁、:en:Plasma membrane:細胞膜、:en:Cytoplasm:細胞質、:en:Ribosomes:リボソーム、:en:Plasmid:プラスミド、Pili:性繊毛、Bacterial flagellum:真正細菌鞭毛、:en:Nucleoid(:en: Circular DNA):核様体

## 歴史
プラスミドという用語は、1952年にアメリカの分子生物学者であるジョシュア・レーダーバーグ（Joshua Lederberg）によって提案された。染色体外遺伝性決定因子を指す用語として提案された。この言葉の初期の用法には、複製サイクルの少なくとも一部で染色体外に存在する細菌の遺伝物質が含まれていたが、この説明では細菌ウイルス（バクテリオファージ）のゲノムも含まれてしまう。そのため、プラスミドの概念は、自律的に複製する遺伝要素を含むように、徐々に洗練されていった 。1968年の後半にはプラスミドという用語を染色体外遺伝要素を指す用語として採用することが決定され 、ウイルスと区別するために、「染色体の外側に排他的または主に存在し、自律的に複製する」という定義がなされた。

## 特性

宿主細菌へのプラスミドの組み込みには2つのタイプがある。非組み込みプラスミドは上図のように複製が進行するが、エピソームでは下図のように宿主染色体に組み込まれることがある。

プラスミドが細胞内で独立して複製するためには、複製起点として機能できるDNA領域を持っている必要がある。自己複製ユニットを持つプラスミドはレプリコンと呼ばれる。典型的な細菌レプリコンは、プラスミド特異的複製開始タンパク質（Rep）の遺伝子、イテロンと呼ばれる繰り返し単位、 DnaAボックス、隣接するATリッチ領域などの多くの要素で構成されている。小さいプラスミドは宿主の複製酵素を利用して自身のコピーを作成するが、大きいプラスミドでは複製に必要な遺伝子を自身でコードしている場合がある。いくつかのタイプのプラスミドは宿主染色体に挿入することができ、これらの統合プラスミドは原核生物ではエピソームと呼ばれる（後述）。
プラスミドはほとんどの場合、少なくとも1つの遺伝子を持っている。プラスミドによって運ばれる遺伝子の多くは、宿主細胞にとって有益である。たとえば、通常であれば宿主細胞にとって致死的であったり極端に成長が制限されるような環境であっても、プラスミドを利用することで生存できるようになる場合がある。このような生存に寄与する遺伝子としては、例えば抗生物質耐性や重金属耐性に関する遺伝子が挙げられる。他には、細菌が宿主の防御を無力化しコロニーを形成することを可能にするような病原性因子を生成したり、特定の代謝機能を与えて細菌が特定の栄養素を利用できるようにしたり（例えば、窒素固定する能力を与えるなど）、有毒な有機化合物を分解する能力の与えたりする例が知られている。また一部のプラスミドは、宿主細胞の表現型に特段の影響を及ぼさないものもあり、このようなプラスミドは潜在プラスミドと呼ばれる。
天然に存在するプラスミドは、その物理的特性は様々である。サイズは1千塩基対(kbp）未満の非常に小さなミニプラスミドから、時に数百万塩基対（Mbp）の非常に大きなメガプラスミドまでの範囲になる。そのため、メガプラスミドと小さな染色体（ミニ染色体）の間では、大きさにほとんど違いがない。プラスミドは一般に環状であるが、線状プラスミドの例も知られている。これらの線状プラスミドは、それらの末端を複製するための特殊なメカニズムを必要とする。
プラスミドは、1から数百程度の数で個々の細胞に存在する。1つの細胞に見られるプラスミドの個数はコピー数と呼ばれる。コピー数は、複製開始がどのように調節されているか、そしてどの程度の分子サイズがあるか、などの要素によって決定される。一般にプラスミドが大きいほど、コピー数が少なくなる傾向がある。各細菌に1つから数個程度の少ないコピー数しか存在しないようなプラスミドは、細胞分裂時にプラスミドを失なう細胞が出現する危険性がある。そのため、このようなシングルコピープラスミドは、細胞分裂時に両方の娘細胞にコピーを積極的に分配するための特別なプラスミドの分配システム持っており、例えばparABSシステムやparMRCシステムなどが知られている。

## 分類とタイプ

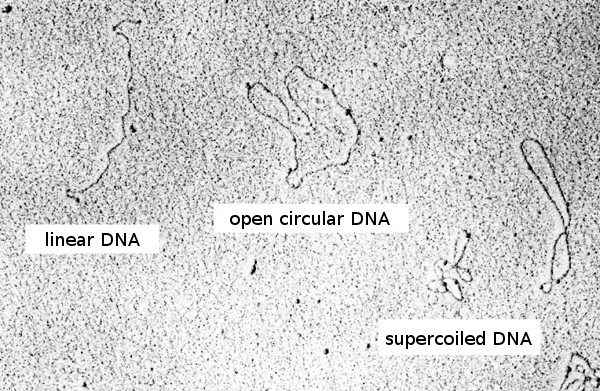
細菌のDNAプラスミド（染色体断片）の電子顕微鏡写真。

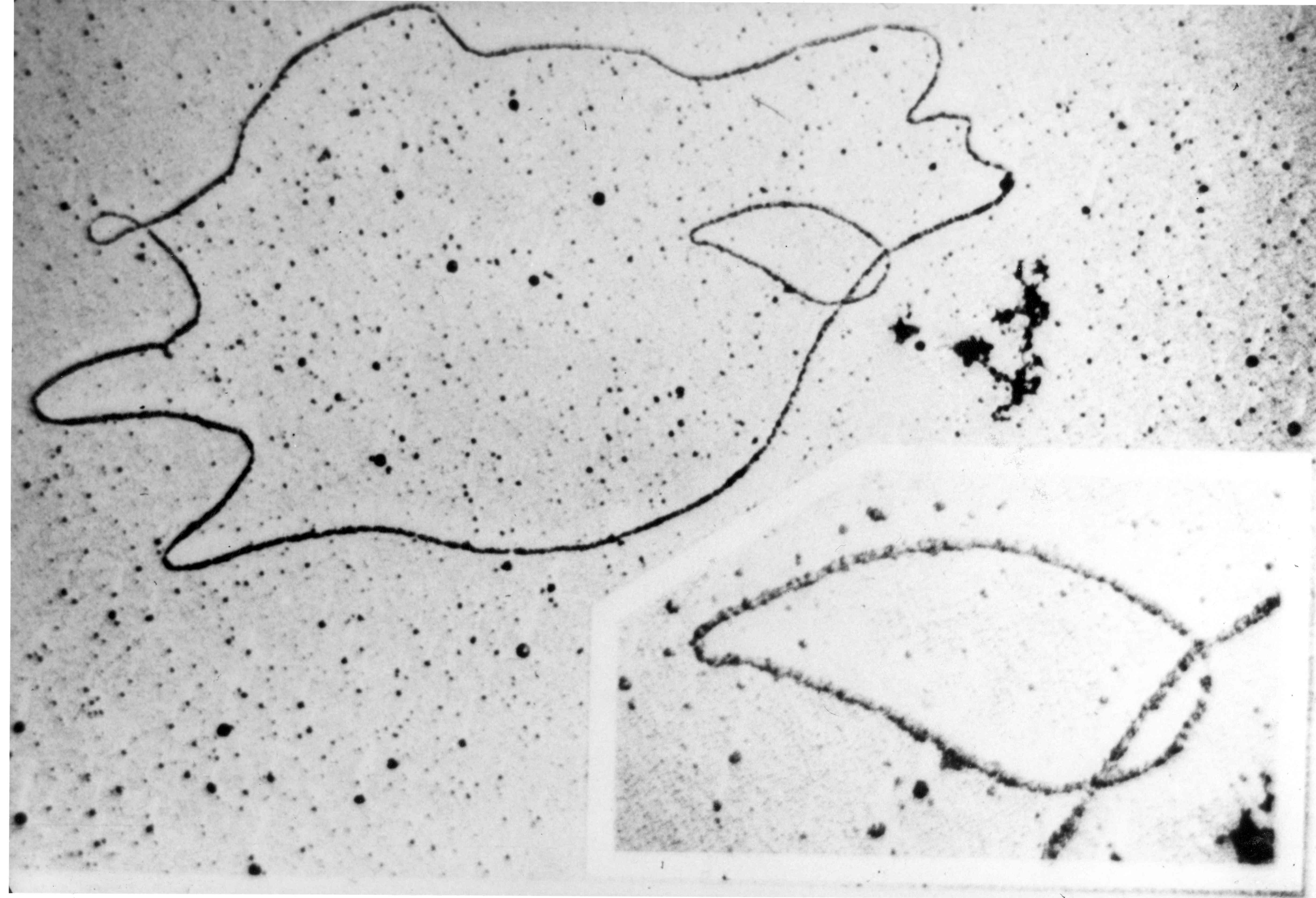
単一の細菌染色体ループと思われるDNA鎖の電子顕微鏡写真。

細菌接合の概要。

プラスミドは、共役プラスミド（接合プラスミド）と非共役プラスミドに大きく分類することができる。共役プラスミドには、異なる細胞間の性的接合を促進する一連の導入遺伝子が含まれている。接合の複雑なプロセスでは、プラスミドは、いくつかの導入遺伝子によってコードされる性線毛を介して、ある細菌から別の細菌に導入される。一方で非共役プラスミドは単独で結合を開始することができないため、別の共役プラスミドの助けを借りることで細胞間を移動する。両者の中間的なプラスミドも存在し、これらは転移に必要な遺伝子セットを部分的にしか持っていない。このような中間的なプラスミドは、共役プラスミドに寄生的に存在し、共役プラスミドの存在下では高い頻度で細胞間を移動することができる。
プラスミドはまた、互換性で分類することもできる。微生物はさまざまな種類のプラスミドを保持することができるが、互換性がある場合にのみ、異なる種類のプラスミドが単一の細菌細胞に同時に存在することができる。逆に2つのプラスミドで互換性がない場合、どちらか一方が細胞から急速に失われてしまう。したがってプラスミドは、それらが共存できるかどうかに応じて、互換性グループに分類することができる。互換性のないプラスミドは通常、同じ複製メカニズムや分割メカニズムを持っているため、単一の細胞に共存することができない。
さらに、機能によってプラスミドを分類することもできる。大きく分けて5つの主要な機能クラスが知られている。プラスミドは、複数に跨ってこれらの機能クラスの属することができる。
- tra遺伝子を含む稔性Fプラスミド（英語版）。接合することができ、性線毛の発現をもたらす。
- 抗生物質や毒物に対する耐性を提供する遺伝子を含む耐性プラスミド（Rプラスミド）。プラスミドの性質が理解される前は、歴史的にR因子として知られていた。
- バクテリオシン、他のバクテリアを殺すことができるタンパク質をコードする遺伝子を含むColプラスミド。
- トルエンやサリチル酸などの異常な物質の消化を可能にする分解プラスミド。
- 細菌を病原体に変える病原性プラスミド。例えばアグロバクテリウム・ツメファシエンスのTiプラスミド

### RNAプラスミド
ほとんどのプラスミドは二本鎖DNA分子であるが、一本鎖DNAや二本鎖RNAで構成されたプラスミドも知られている。RNAプラスミドは非感染性の染色体外線形RNAレプリコンであり、キャプシド形成と非キャプシド形成の両方があり、真菌や藻類、陸上植物などさまざまな生物で見られる。しかし多くの場合、RNAプラスミドをRNAウイルスやその他の感染性RNAと明確に区別することは困難または不可能である。

### ベクター

クローニングベクターとして広く使用されるプラスミドの1つであるpBR322プラスミドの概略図。プラスミド図に示されているのは、コードされている遺伝子（アンピシリンおよびテトラサイクリン耐性を表すampおよびtet ）、複製起点（ ori ）、およびさまざまな制限部位（青色で示されている）である。

人工的に構築されたプラスミドは、遺伝子工学におけるベクターとして使用することができる。これらのプラスミドは、特定の遺伝子のクローン化と増幅（多くのコピーを作成）、または遺伝子発現のために、遺伝学およびバイオテクノロジー分野の実験において一般的に使用される重要なツールである。この用途のために、多種多様なベクターが市販されている。複製される遺伝子は通常、それらを使用するために有用な様々な機能がベクターに挿入されている。例えば、特定の抗生物質に対する抵抗（アンピシリン耐性遺伝子など）、プラスミドDNAの複製を可能にする複製起点、クローニングするのに適したクローニングサイトと呼ばれる部位などが挙げられる。
DNAの構造的不安定性は、遺伝物質の予期しない再配列、喪失、または獲得につながる一連の自発的な事象として定義することができる。このようなイベントは、可動要素の転置、または非標準（非B）構造などの不安定な要素の存在によって頻繁にトリガーされる。細菌の骨格に関連する付属領域は、広範囲の構造的不安定性現象に関与している可能性がある。遺伝的不安定性のよく知られた触媒には、直接、逆方向、およびタンデムリピートが含まれ、これらは、多数の市販のクローニングおよび発現ベクターで顕著であることが知られている 。挿入配列はまた、隣接する遺伝子発現の欠失や再配列、活性化、ダウンレギュレーションまたは不活性化などの副作用をもたらすことにより、プラスミドの機能や収量に深刻な影響を与える可能性がある。したがって、実験の目的に無関係な非コード骨格配列を部分的または完全に削ったりすることで、そのような事象が起こる傾向を減少させプラスミドの全体的な組換えの可能性を減少させることができる。

### 酵母プラスミド
天然に存在する酵母はさまざまなプラスミドを持っている。その中で注目すべきは2μmプラスミド（酵母の遺伝子工学でよく使用される小さな環状プラスミド）と、キラー表現型の原因となるKluyveromyces lactis由来の線状pGKLプラスミドである。
他のタイプのプラスミドは、多くの場合、以下を含む酵母クローニングベクターに関連している。
- 酵母統合プラスミド（Yeast integrative plasmid; YIp）：生存と複製のために宿主染色体への統合に依存する酵母ベクターであり、通常、単一の遺伝子の機能を研究するときや、遺伝子が有毒であるときに使用される。また、ピリミジンヌクレオチド（T、C）の生合成に関連する酵素をコードする遺伝子URA3と関連している。
- 複製起点を含む染色体DNAの配列を輸送する酵母複製プラスミド（Yeast Replicative Plasmid; YRp）：これらのプラスミドは、出芽中に失われる可能性があり、安定性が低い。

## 応用

### クローニング
プラスミドは、最も一般的に使用される細菌のクローニングベクターである。これらのクローニングベクターは、DNAフラグメントを挿入できる部位(例えば DNA断片をライゲーションすることができるように設計された、複数の制限サイトを有するマルチクローニングサイトやポリリンカー）を含む。目的の遺伝子が挿入された後、プラスミドは形質転換と呼ばれるプロセスによって細菌に導入される。これらのプラスミドには、選択可能なマーカーとして通常は抗生物質耐性遺伝が含まれており、特定の抗生物質を含む選択的増殖培地で生存および増殖する能力を細菌に付与する。形質転換後の細胞は選択培地に曝露され、プラスミドを含む細胞のみが生存することができる。このように、抗生物質はプラスミドDNAを含む細菌のみを選択するためのフィルターとして機能する。ベクターはまた、クローン化された挿入配列を有するプラスミドを用意に選択できるようにするために、他のマーカー遺伝子またはレポーター遺伝子を含むことがある。次に、プラスミドを含む細菌を大量に増殖させて回収し、その後、プラスミド調製によって目的のプラスミドを単離することができる。
プラスミドクローニングベクターは通常、最大15kbp程度のDNAフラグメントをクローニングするために使用される。より長いDNAをクローン化するには、溶原性遺伝子が削除されたラムダファージ、コスミド、細菌人工染色体（BAC）、または酵母人工染色体（YAC）が使用される。

### タンパク質生産
プラスミドの主な用途の1つとして、タンパク質の大量生産が挙げられる。この場合、研究者は目的の遺伝子を含むプラスミドを含むバクテリアを増殖させ、挿入遺伝子から大量のタンパク質が生成されるように誘導をかける。これは、たとえばインスリンや有用な酵素などを医療・産業の用途で大量生産するための安価で簡単な方法である。

### 遺伝子治療
遺伝子治療の手法の1つとして、細胞から欠落しているタンパク質を発現するために、プラスミドを用いて人為的に細胞に遺伝子を導入する手法が考えられている。例えば、遺伝子治療の一部では、プラスミドベクターを用いでヒトゲノム内の特定の染色体標的部位に治療遺伝子を挿入することが考えられる。ジンクフィンガーヌクレアーゼ（ZFN）は、DNAゲノムに部位特異的な二本鎖切断を引き起こし、相同組換えを引き起こす。そのため、ZFNをコードするプラスミドを利用することで、細胞の損傷や突然変異による癌の発生や免疫応答を回避しながら、特定の部位に治療遺伝子を送達することができると考えられている。

### 疾患のモデル
プラスミドは歴史的に、ラットの胚性幹細胞を遺伝子操作して遺伝病モデルラットを作成するために使用されてきた。しかしながら、プラスミドを利用した技術では効率が限られており、ヒト細胞を利用したより正確なモデルの作成は困難であった。今日では、アデノ随伴ウイルス組換え技術とジンクフィンガーヌクレアーゼの開発によって、新世代の同質遺伝子型ヒト疾患モデルの作成が可能になっている。

## エピソーム
自律的に複製したり染色体に組み込まれたりする可能性のある染色体外遺伝物質を指す言葉として、エピソームという用語が1958年にフランソワ・ジャコブとエリー・ウォルマンによって提唱された。しかしその後、プラスミドという用語が染色体外の自律的に複製するDNAとして広く使用されるようになった。 1968年にロンドンで開催されたシンポジウムにおいて、一部の参加者はエピソームという用語を放棄することを提案したが、他の参加者は意味を変えてこの用語を使い続けていた。
今日でも、原核生物の文脈において、染色体に組み込むことができるプラスミドのことを「エピソーム」と呼称されることがある。エピソームは複数世代にわたって細胞内で安定して維持される可能性があるが、ある段階ではそれらは独立したプラスミド分子として存在する。一方で真核生物の文脈では、エピソームという用語は、核内で複製される可能性のある、統合されていない染色体外の閉じた環状DNA分子を意味するために使用される。ヘルペスウイルス、アデノウイルス、ポリオーマウイルスなどのウイルスがこの最も一般的な例であるが、これらはプラスミドでもある。他の例には、人工遺伝子増幅中または病理学的プロセス（例えば、癌細胞の形質転換）で発生する可能性のある二重微小染色体などの、異常な染色体断片が含まれる。真核生物のエピソームは、DNAが安定して維持され、宿主細胞で複製されるという点で、原核生物のプラスミドと同様に動作する。細胞質ウイルスエピソーム（ポックスウイルス感染症など）も発生する可能性がある。ヘルペスウイルスなどの一部のエピソームは、バクテリオファージ（バクテリオファージウイルス）と同様に、ローリングサークルのメカニズムにより複製を行う。他のものは、双方向複製メカニズム（シータタイプのプラスミド）を介して複製する。いずれの場合も、エピソームは宿主細胞の染色体から物理的に分離されたままである。
エプスタインバーウイルスやカポジ肉腫関連ヘルペスウイルスを含むいくつかの癌ウイルスは、癌細胞内に潜在的な染色体的に異なるエピソームとして維持されており、ウイルスは癌細胞の増殖を促進する腫瘍遺伝子を発現する。癌では、これらのエピソームは、細胞が分裂するときに宿主染色体と一緒に受動的に複製する。これらのウイルスエピソームが溶解複製を開始して複数のウイルス粒子を生成すると、宿主細胞を殺す細胞の自然免疫防御メカニズムが活性化される。

## プラスミドの維持
一部のプラスミドや微生物宿主には、依存症システム(addiction system)または分離後殺傷システム（postsegregational killing system; PSK）と呼ばれるシステムが備わっており、例えば大腸菌のプラスミドR1で見られるhok / sok （宿主殺傷/殺傷抑制剤）システムなどが知られている。いくつかのタイプの中毒システム(addiction system)が報告されており、例えば毒素/抗毒素、代謝ベース、ORTシステム、などがある、生物工学（発酵）や生物医学（ワクチン療法）の分野で応用されている。これらのシステムは、長命の毒と短命の解毒剤の両方を同時に生成する。そして細胞分裂を繰り返す中で、解毒剤の遺伝子をコードしているプラスミドのコピーを保持している娘細胞は生き残ることができるが、プラスミドを継承できなかった娘細胞は親細胞からの毒が残っているために、死滅したり成長率が低下してしまう。
対照的に、pUC18、pBR322、そしてそれらの派生ベクターなどのバイオテクノロジーで使用されるプラスミドは、毒素-抗毒素の中毒システムはほとんど含まないため、プラスミドの損失を避けるためには菌体の培養中も抗生物質の圧力下で保つ必要がある。

## プラスミドDNAの抽出
プラスミドは、染色体ゲノムと別々に簡単に精製することができるため、特定の配列の精製のためによく利用される。ベクターや分子クローニングの用途で、プラスミドの単離が良く行われる。
プラスミドDNAを細菌から分離するには、ミニプレップ、マキシプレップ（バルクプレップ）などのいくつかの方法がある。ミニプレップは、細菌クローンが持つプラスミドが意図していたものかどうかを迅速に検討するために使用できる。収量は少なく、純度も低いが、制限消化による分析や一部のクローニング技術においては十分である。マキシプレップはミニプレップをスケールアップしたものであり、大量に培養された細菌懸濁液を利用し大量のプラスミドDNA抽出と追加の精製を行うものである。これにより、非常に純粋なプラスミドDNAを大量（例えば数百マイクログラム程度）に得ることができる。さまざまなスケール、純度、および自動化レベルでプラスミド抽出を実行できるような、様々な実験キットが市販されている。

## コンフォメーション
プラスミドDNAは電気泳動中をかけると、同じDNA長であってもゲル内で異なる速度で泳動されるような、5種類のコンフォメーション(立体配座)をとり得る。電気泳動移動速度の順に、以下のような形状を取っている。
- ニックの入ったオープンサーキュラーDNA（Nicked open-circular DNA）。この場合、プラスミドは二本鎖のうち1本の鎖が切断され、ねじれが解消された状態になっている。
- 緩和された環状DNA（Relaxed circular DNA）。プラスミドDNAは完全に無傷であるが、酵素的に緩和されている（スーパーコイルが除去されている）状態である。
- 線形DNA。DNA鎖が切断され末端がる状態、あるいは元々生体内で線状である場合である。
- スーパーコイル状DNA、または共有結合で閉じた円形（covalently closed-circular）DNA。DNAは完全に無傷であり、両方の鎖が切断されておらず、完全にねじれている状態のものであり、コンパクトな形状になっているものである。
- スーパーコイル状の変性DNA。これはスーパーコイル状DNAに似ているが、対になっていない領域があるため、わずかにコンパクトではない。プラスミド調製中に過度のアルカリ条件に晒すことにより発生する可能性がある

一般的な低電圧の電気泳動において、小さな線形のDNA断片の移動速度は、かけられる電圧に正比例する。高い電圧では、大きなDNA断片の泳動速度も連続的に増加するが、その増加割合は小断片の際とは異なってくる。そのため、ゲルの解像度は電圧の増加とともに低下してしまう。
低電圧での泳動では、小さな線状DNA断片の移動速度は、その断片長で関数化することができる。大きな線形断片（20 kb程度以上）では、長さに関係なく特定の固定速度で移動するように見える。これは分子の再吸引（分子の大部分がゲルのマトリックス構造を介して、泳動の先端に位置する断片に引き摺られるように泳動される）ためである。制限酵素による制限消化は、精製されたプラスミドを分析するために頻繁に使用される。これらの酵素は、特定の短い配列でDNAを特異的に切断する。得られた線形フラグメントは、ゲル電気泳動によってバンドに分離することができる。ゲルからバンドを切り取り、ゲルを溶解してDNA断片を抽出することで、任意のDNA断片断片を選択的に取得し精製することができる。
そのタイトなコンフォメーションのために、スーパーコイル状のDNAは、線形またはオープンサーキュラーDNAよりもゲル内をより速く移動する。

## バイオインフォマティクスとデザインのためのソフトウェア
分子生物学技術としてプラスミドの使用ために、様々なバイオインフォマティクスのソフトウェアが開発されている。これらのプログラムは、プラスミドベクターのDNA配列を記録し、制限酵素の切断部位を予測し、操作を計画するのに役立つ。ソフトウェアパッケージとしては、例えばApE、Clone Manager、GeneConstructionKit、Geneious、Genome Compiler、LabGenius、Lasergene、MacVector、pDraw32、Serial Cloner、VectorFriends、Vector NTI、WebDSVなどが知られている。これらのソフトウェアは、実際に生化学的な実験を行う前に、インシリコで実験全体をシミュレーションすることに役立つ。

## プラスミドコレクション
長年にわたり、様々なプラスミドが作成されてきており、非営利団体であるLMBPなどのプラスミドデータベースにおいてプラスミドの情報が配布されている。そして、それらのデータベースからプラスミドを見つけ、取り寄せることも可能である。また、プラスミド配列はNCBIデータベースにアップロードされることも多く、そこから特定のプラスミドの配列を取得することもできる。

## 引用
1. ↑   Plasmids of Eukaryotes: fundamentals and Applications. Berlin: Springer-Verlag. (1986). ISBN 978-3-540-15798-4
2. ↑  “Mitochondrial and Chloroplast Plasmids”. Extrachromosomal Elements in Lower Eukaryotes. Boston, MA: Springer US. (1987). pp. 81-146. ISBN 978-1-4684-5251-8
3. ↑  “GenBrick™ Building Blocks for Synthetic Biology”. 2022年4月10日閲覧。
4. ↑  “Custom gene synthesis”. 2022年4月10日閲覧。
5. ↑  “Invitrogen GeneArt Gene Synthesis”. 2022年4月10日閲覧。
6. ↑  “The origin and evolution of viruses (a review)”. Acta Microbiologica et Immunologica Hungarica 45 (3–4):  349–90. (1998). PMID 9873943.
7. ↑  “Mobility of plasmids”. Microbiology and Molecular Biology Reviews 74 (3):  434–52. (September 2010). doi:10.1128/MMBR.00020-10. PMC 2937521. PMID 20805406.
8. ↑  Thomas CM, Summers D (2008). “Bacterial Plasmids”. Encyclopedia of Life Sciences. doi:10.1002/9780470015902.a0000468.pub2. ISBN 978-0-470-01617-6.
9. ↑  “Cell genetics and hereditary symbiosis”. Physiological Reviews 32 (4):  403–30. (October 1952). doi:10.1152/physrev.1952.32.4.403. PMID 13003535.
10. 1 2  “Chapter 1 – The Function and Organization of Plasmids”. E. Coli Plasmid Vectors: Methods and Applications. Methods in Molecular Biology. 235. Humana Press. (2003). pp. 1–5. ISBN 978-1-58829-151-6
11. ↑  “Microbial Genomics: Standing on the Shoulders of Giants”. Microbiology Society. 2022年4月10日閲覧。
12. ↑  “Chapter 1 – The Function and Organization of Plasmids”. E. Coli Plasmid Vectors: Methods and Applications. Methods in Molecular Biology. 235. Humana Press. (2003). pp. 1–5. ISBN 978-1-58829-151-6
13. ↑  “Chapter 2 – Vectors for Gene Cloning: Plasmids and Bacteriophages”. Gene Cloning and DNA Analysis: An Introduction (6th ed.). Wiley-Blackwell. (2010). ISBN 978-1405181730
14. ↑  “Chapter 1 – The Function and Organization of Plasmids”. E. Coli Plasmid Vectors: Methods and Applications. Methods in Molecular Biology. 235. Humana Press. (2003). pp. 1–5. ISBN 978-1-58829-151-6
15. ↑  “Chapter 1 – The Function and Organization of Plasmids”. The Biology of Plasmids (First ed.). Osney, Oxford OX: Wiley-Blackwell. (1996). pp. 21–22. ISBN 978-0-632-03436-9
16. ↑  “Chapter 1 – The Function and Organization of Plasmids”. E. Coli Plasmid Vectors: Methods and Applications. Methods in Molecular Biology. 235. Humana Press. (2003). pp. 1–5. ISBN 978-1-58829-151-6
17. ↑  “Chapter 2 – Vectors for Gene Cloning: Plasmids and Bacteriophages”. Gene Cloning and DNA Analysis: An Introduction (6th ed.). Wiley-Blackwell. (2010). ISBN 978-1405181730
18. ↑  “Chapter 2 – Vectors for Gene Cloning: Plasmids and Bacteriophages”. Gene Cloning and DNA Analysis: An Introduction (6th ed.). Wiley-Blackwell. (2010). ISBN 978-1405181730
19. ↑   Molecular Biology (2nd ed.). Academic Cell. (2012). p. 795. ISBN 978-0123785947
20. ↑  “Chapter 2: The Development of Plasmid Vectors.”. Genetic Methods for Diverse Prokaryotes. Methods in Microbiology. 29. Academic Press. (January 1999). pp. 51-96 (75-77). ISBN 978-0-12-652340-9
21. ↑  “Plasmids 101: Origin of Replication”. addgene.org. 2022年4月10日閲覧。
22. ↑  “RNA plasmids”. International Review of Cytology 117:  1–56. (January 1989). doi:10.1016/s0074-7696(08)61333-9. ISBN 978-0-12-364517-3. PMID 2684889.
23. ↑   Molecular cloning: a laboratory manual. Cold Spring Harbor, NY: Cold Spring Harbor Laboratory. (2001)
24. ↑  “Analysis of DNA repeats in bacterial plasmids reveals the potential for recurrent instability events”. Applied Microbiology and Biotechnology 87 (6):  2157-2167. (August 2010). doi:10.1007/s00253-010-2671-7. PMID 20496146.
25. ↑  Gonçalves, Geisa A. L.; Oliveira, Pedro H.; Gomes, Ana G.; Lewis, Leslie A.; Monteiro, Gabriel A.; Jones, Kristala L.; Prazeres, Duarte Miguel (August 2014). “Evidence that the insertion events of IS2 transposition are biased towards abrupt compositional shifts in target DNA and modulated by a diverse set of culture parameters”. Applied Microbiology and Biotechnology 98 (15):  6609-6619. doi:10.1007/s00253-014-5695-6. ISSN 0175-7598. PMID 24769900.
26. ↑  “Marker-free plasmids for biotechnological applications - implications and perspectives” (英語). Trends in Biotechnology 31 (9):  539-547. (September 2013). doi:10.1016/j.tibtech.2013.06.001. PMID 23830144.
27. ↑  “Structural instability of plasmid biopharmaceuticals: challenges and implications” (英語). Trends in Biotechnology 27 (9):  503-511. (September 2009). doi:10.1016/j.tibtech.2009.06.004. PMID 19656584.
28. ↑  “Transformation of Saccharomyces cerevisiae with linear DNA killer plasmids from Kluyveromyces lactis”. Journal of Bacteriology 151 (1):  462-464. (July 1982). doi:10.1128/JB.151.1.462-464.1982. PMC 220260. PMID 7045080.
29. ↑  “Molecular Applications”. Modern Microbial Genetics (2nd ed.). Wiley-Blackwell. (2002). p. 248. ISBN 978-0471386650
30. ↑  “Chapter 2 – Choosing a Cloning Vector”. E. Coli Plasmid Vectors: Methods and Applications. Methods in Molecular Biology. 235. Humana Press. (2003). pp. 19–26. ISBN 978-1-58829-151-6
31. ↑  “Plasmids for Gene Therapy”. Plasmids: Current Research and Future Trends. Caister Academic Press. (2008). ISBN 978-1-904455-35-6
32. ↑  “What history tells us XIX. The notion of the episome”. Journal of Biosciences 34 (6):  845–48. (December 2009). doi:10.1007/s12038-009-0098-z. PMID 20093737.
33. ↑  “Les épisomes, elements génétiques ajoutés”, Comptes Rendus de l'Académie des Sciences de Paris 247 (1):  154-156, (1958), PMID 13561654
34. ↑  “What are episomes and plasmids?”. Bacterial Episomes and Plasmids. CIBA Foundation Symposium. (1969). pp. 4–8. ISBN 978-0700014057
35. ↑   Bacterial Episomes and Plasmids. CIBA Foundation Symposium. (1969). pp. 244-245. ISBN 978-0700014057
36. ↑   Introduction to Genetics: A Molecular Approach. Garland Science. (2011). p. 238. ISBN 978-0815365099
37. ↑  “Episomal vectors for gene expression in mammalian cells”. European Journal of Biochemistry 267 (18):  5665-5678. (September 2000). doi:10.1046/j.1432-1327.2000.01645.x. PMID 10971576.
38. ↑  “Transfer and expression of foreign genes in mammalian cells”. BioTechniques 29 (2):  314–18, 320–22, 324 passim. (August 2000). doi:10.2144/00292rv01. PMID 10948433.
39. ↑  “Unique type of plasmid maintenance function: postsegregational killing of plasmid-free cells”. Proceedings of the National Academy of Sciences of the United States of America 83 (10):  3116-3120. (May 1986). Bibcode: 1986PNAS...83.3116G. doi:10.1073/pnas.83.10.3116. PMC 323463. PMID 3517851.
40. ↑  “Plasmid addiction systems: perspectives and applications in biotechnology”. Microbial Biotechnology 3 (6):  634-657. (November 2010). doi:10.1111/j.1751-7915.2010.00170.x. PMC 3815339. PMID 21255361.
41. ↑   Molecular cloning: a laboratory manual. Cold Spring Harbor, NY: Cold Spring Harbor Laboratory. (2001)
42. ↑  “Vector NTI feedback video”. The DNA Lab. 2022年4月12日閲覧。
43. ↑  AddgeneやBCCM / LMBP
44. ↑  NCBIデータベース